# Catheline Dessoy
Catheline Dessoy is een Belgisch boogschutter.

## Levensloop
Dessoy maakte deel uit van het Belgisch team (samen met Gladys Willems en Petra Haemhouts) dat goud won op de wereldkampioenschappen van 2007 te Leipzig. In 2008 behaalde ze brons met het Belgisch team (voorts bestaande uit Gladys Willems en Petra Haemhouts) in de wereldbekermanche te Poreč.